# Šebestián Pavel Smrčina
Šebestián Pavel Smrčina OFM (* 7. srpna 1966, Praha) je český římskokatolický kněz, moderátor společné duchovní správy římskokatolické farnosti Plzeň-Severní předměstí. Známý je mimo jiné díky svému YouTube kanálu a na něj pravidelně nahrává videa z oblasti praktického prožívání křesťanství v osobním životě. 
Byl představený františkánského kláštera v Moravské Třebové, administrátor tamější římskokatolické farnosti a skaut.

## Život
Šebestián Smrčina pochází z Prahy. V době komunistického režimu studoval teologii, po sametové revoluci vstoupil k františkánům. Na kněze byl vysvěcen v roce 1995. Jako novokněz sloužil v Uherském Hradišti. Následně se odstěhoval do Plzně, kde zakládal novou komunitu a farnost na sídlišti Lochotín.
V roce 2003 přesídlil do Moravské Třebové. Postupně otevřel místní františkánský klášter lidem, kteří se nacházeli ve složitých životních situacích. Poskytl jim tak ubytování, pomáhal jim také se zajištěním oblečení a stravy, vyřizováním dokumentů na úřadech nebo je doprovázel k lékařům.
Od 1. září 2020 byl stanoven moderátorem společné duchovní správy Plzeň-Severní předměstí. 
| „                   | Hraju takový karty, kdy nevím, kdo má jaký trumfy a co z toho bude. Ale jdu dál a nebojím se. To bych řek’, že si užívám – že v mým životě ubývá prostoru strachu. | “ |
| — Šebestián Smrčina | |   |

## Ocenění
- Cena města Moravská Třebová (2018)[7]
- Laskavec 2017, Nadace Karla Janečka[8]